# Вільяр-дель-Арсобіспо
Вільяр-дель-Арсобіспо, Ел-Вільяр (ісп. Villar del Arzobispo (офіційна назва), валенс. El Villar) — муніципалітет в Іспанії, у складі автономної спільноти Валенсія, у провінції Валенсія. Населення — 3879 осіб (2010).

## Географія
Муніципалітет розташований на відстані близько 260 км на схід від Мадрида, 46 км на північний захід від Валенсії.

## Демографія
Динаміка населення (INE ):

## Галерея зображень

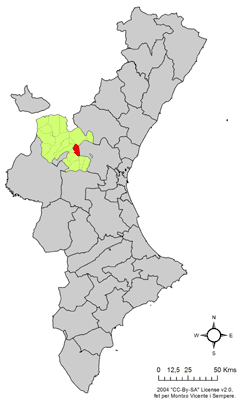
Розташування муніципалітету Вільяр-дель-Арсобіспо у автономній спільноті Валенсія
Розташування муніципалітету Вільяр-дель-Арсобіспо у комарці Лос-Серранос
- Парафіяльна церква Нуестра-Сеньйора-де-ла-Пас